# Gräsrotsfly
Gräsrotsfly, Luperina testacea, är en fjärilsart som beskrevs av Michael Denis och Ignaz Schiffermüller, 1775. Gräsrotsfly ingår i släktet Luperina och familjen nattflyn, Noctuidae. Enligt den finländska rödlistan var arten starkt hotad, EN i Finland till och med bedömningen som publicerades 2010. Från 2019 års rödlista är arten istället listad som sårbar, VU, i Finland. Arten har en livskraftig (LC) population i Sverige. Artens livsmiljö är sandstränder vid Östersjön. Inga underarter finns listade i Catalogue of Life.

## Bildgalleri

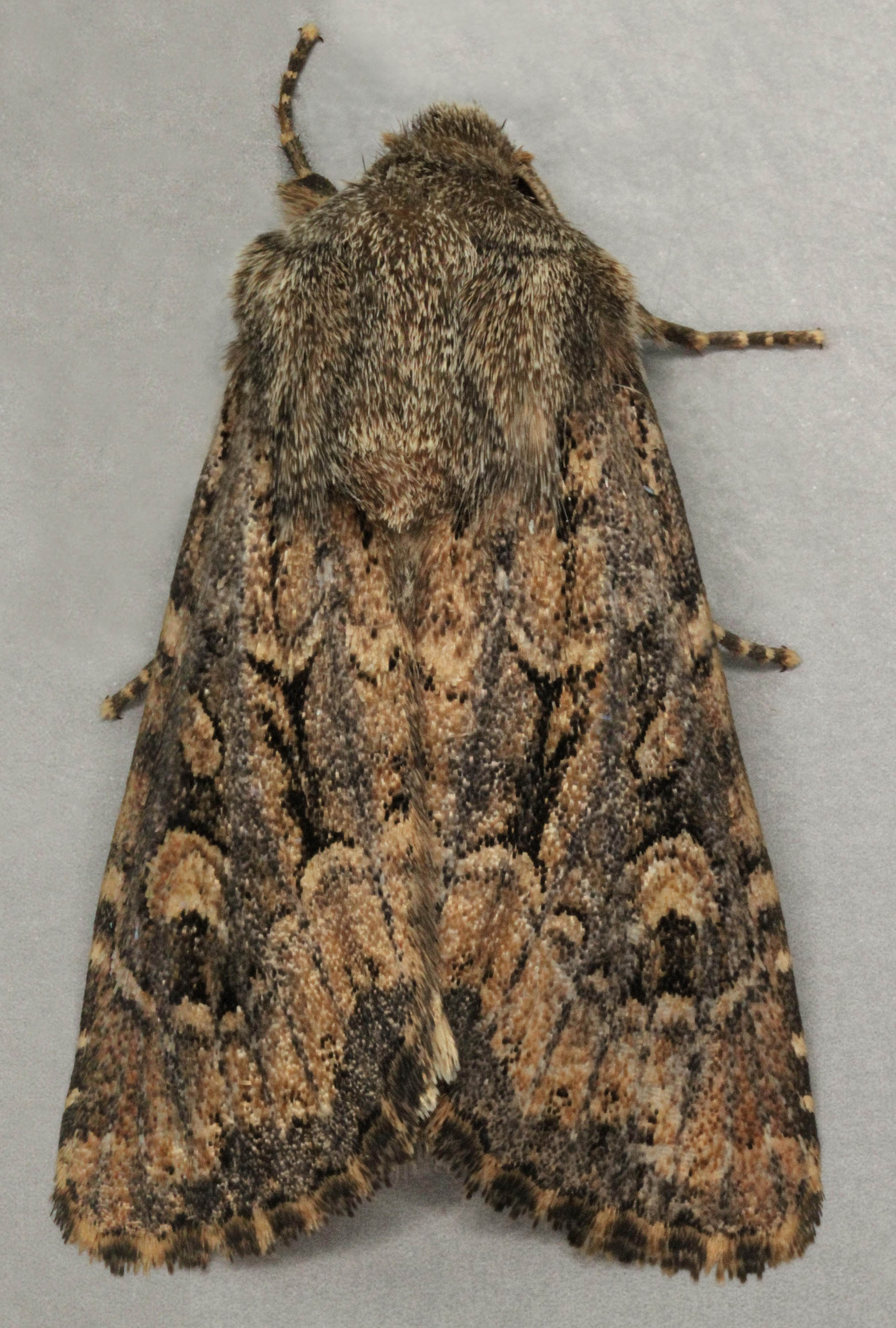
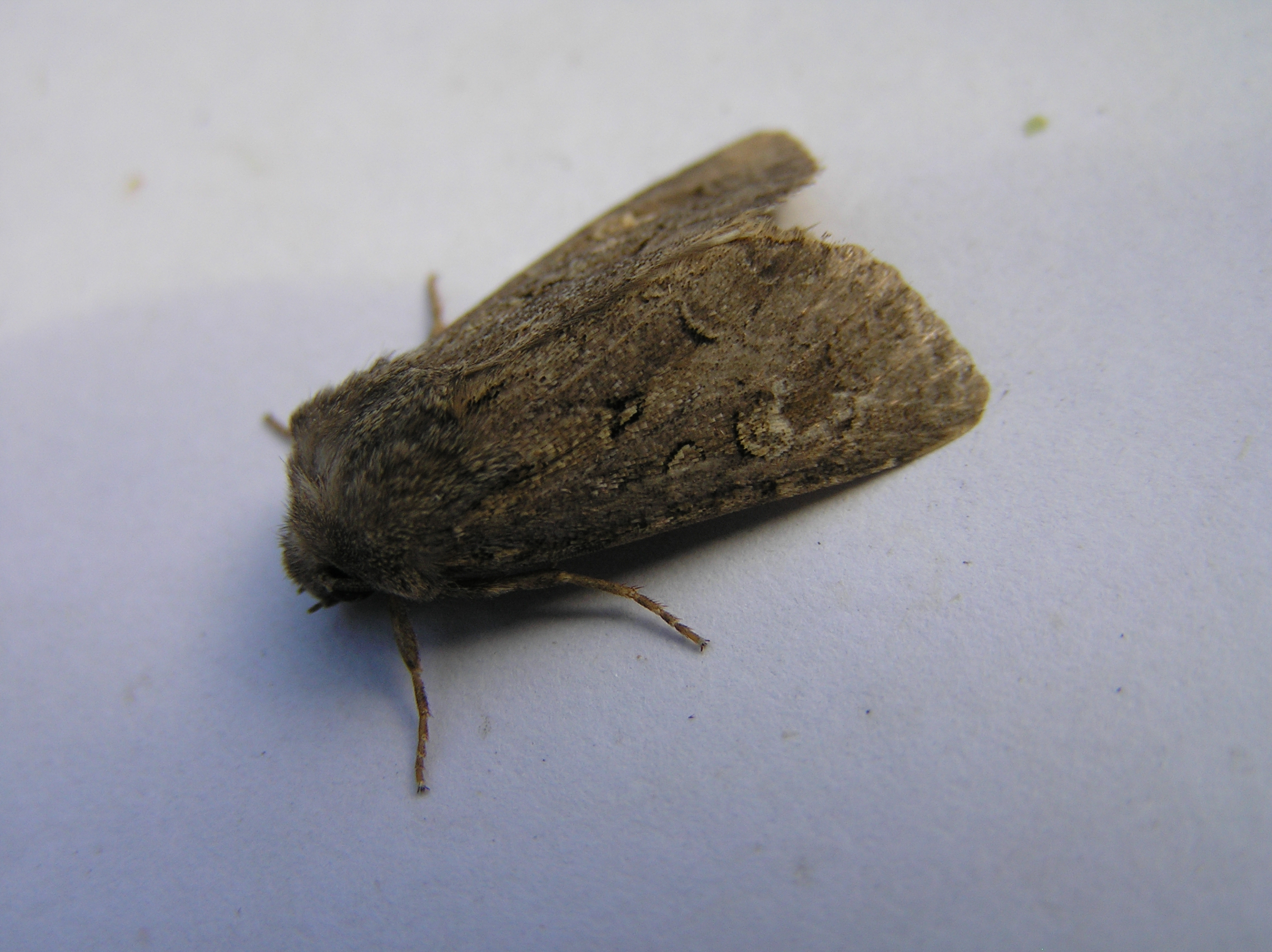
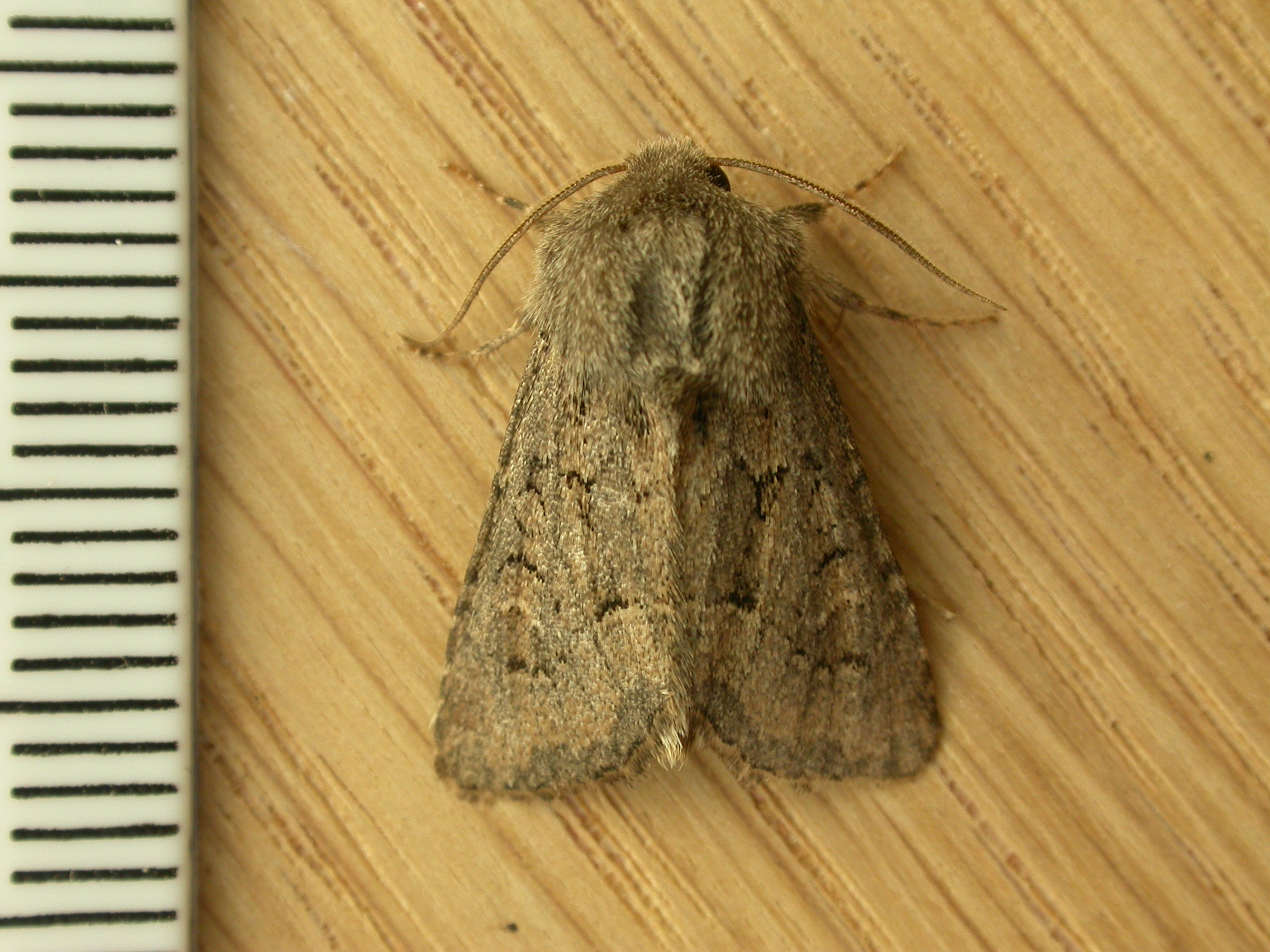